# Жилиця
Жилиця [пол. Żylica (rzeka)] — річка в Польщі, у Бельському й Живецькому повітах Сілезького воєводства. Ліва притока Соли, (басейн Балтійського моря).

## Опис
Довжина річки 21,98 км, найкоротша відстань між витоком і гирлом — 16,14  км, коефіцієнт звивистості річки — 1,37 ; площа басейну водозбору 71,38  км². Формується притоками та багатьма безіменними струмками.

## Розташування
Бере початок на південно-західній околиці міста Щирк. Тече переважно на північний схід через Буковицю, Рибажовіце, Лодиговіце і у селі Зажече впадає у річку Солу (Живицьке озеро), праву притоку Вісли.

## Притоки
- Потік Малинів, Потік Граничний, Кальна (праві); Потік Вільчи, Ближній (ліві).

## Галерея

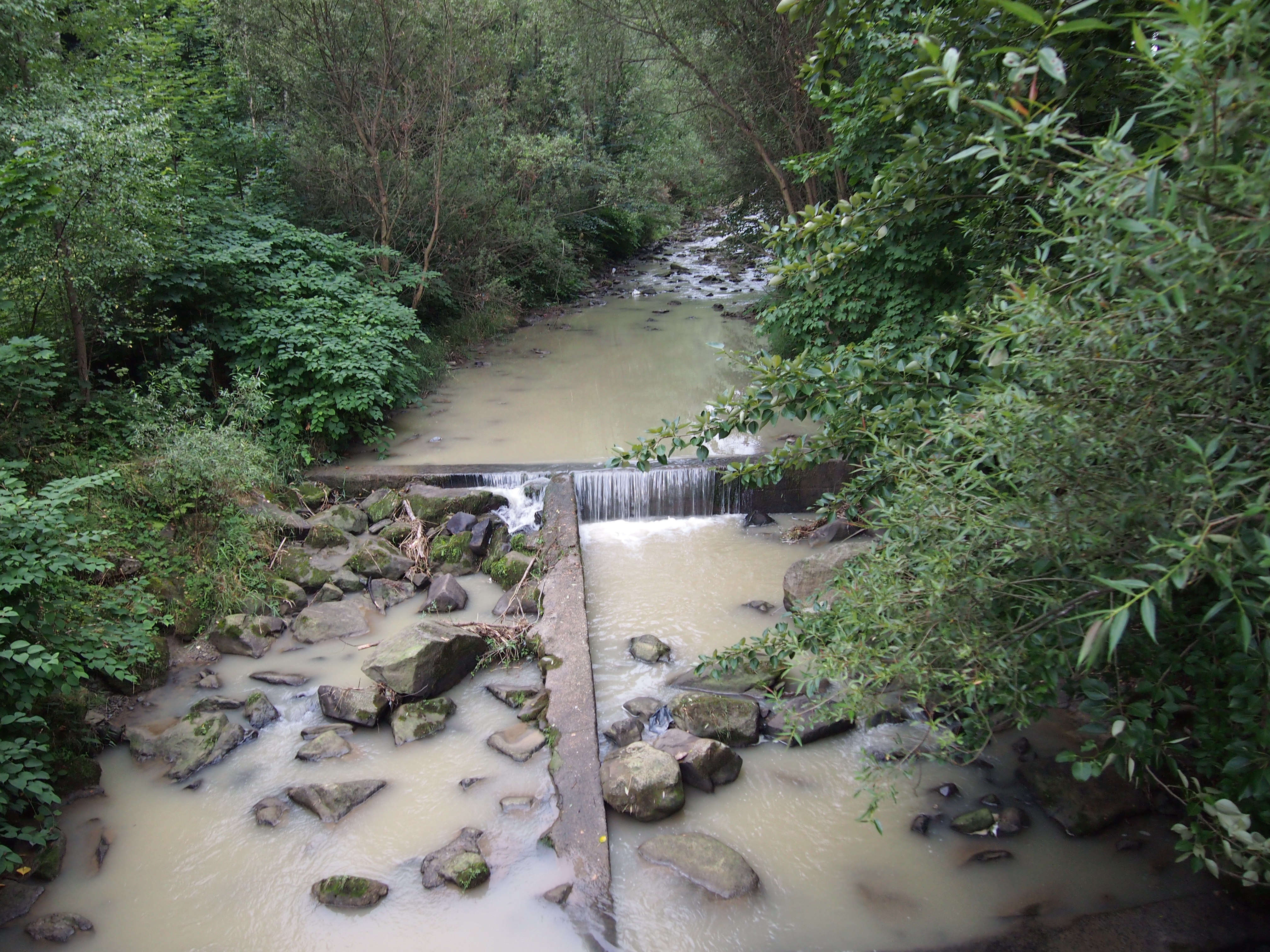
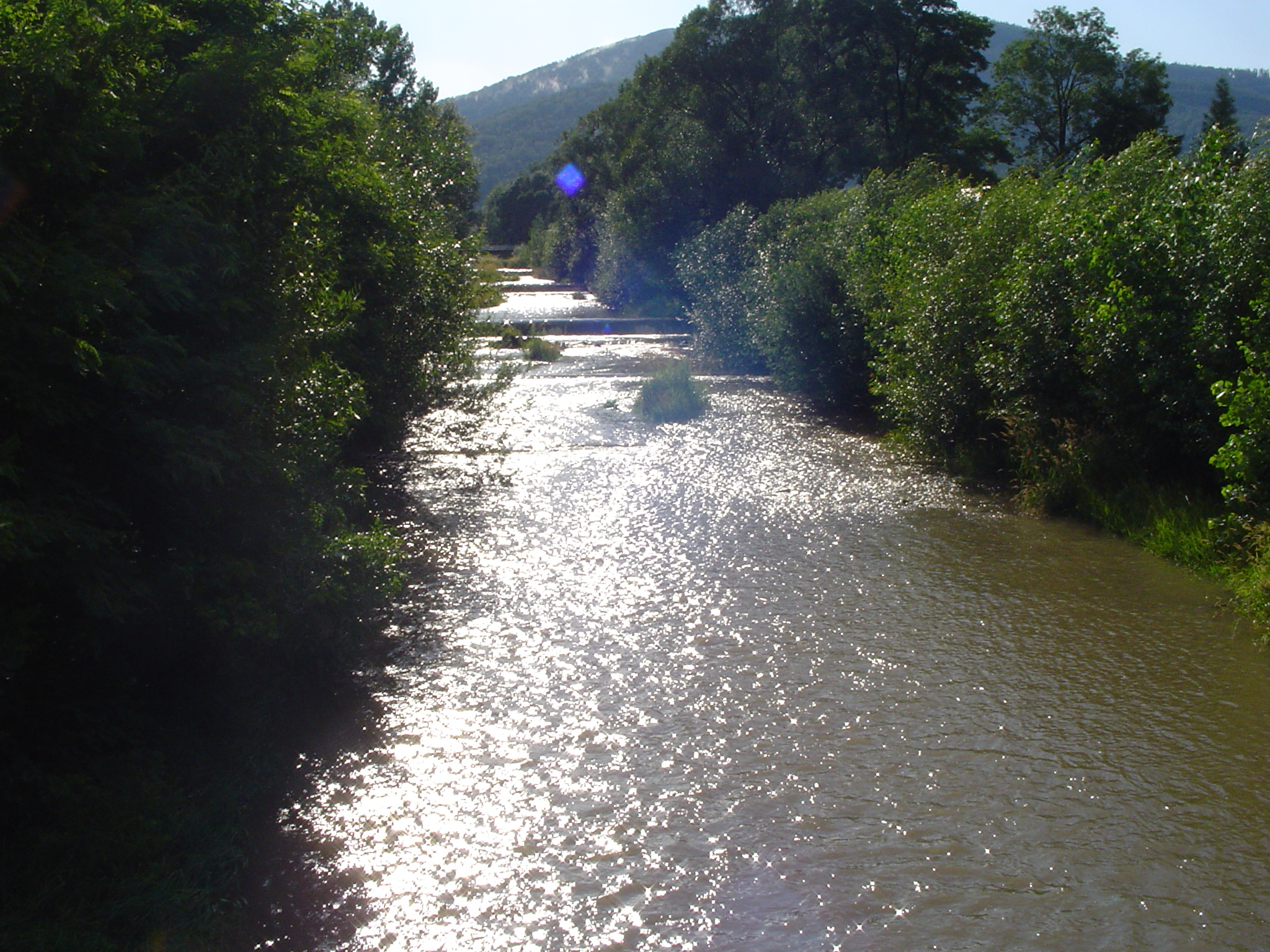

## Цікаві факти
- У селах Рибажовіце та Лодиговіце річку перетинає швидкісний автошлях S1 та залізниця. На правому березі річки за 333 м розташована станція Лодиговіце.